# Carmen Josefina Lora Iglesias
Carmen Josefina Lora Iglesias, también conocida como Piky Lora (Santiago (República Dominicana), 1940 - 3 de abril de 1999) fue una abogada dominicana, miembro del Movimiento Revolucionario 14 de Junio. Miembro fundadora de la Federación de Estudiantes Dominicanos (FED). Fue la única mujer entre los 150 combatientes de los frentes guerrilleros formados por el Movimiento 14 de Junio luego del golpe de Estado a Juan Bosh.

## Trayectoria
Piky Lora nació en Santiago en 1940. Hija de Altagracia Iglesias y Armando Lora. Su vida se desarrolló en medio de las discretas oposiciones a la tiranía del gobierno de Rafael Leonidas Trujillo. A los 17 años se trasladó a Santo Domingo a matricularse en la Universidad Autónoma de Santo Domingo, donde se graduó como doctora en derecho, en octubre de 1962. Durante sus primeros años de estudiante, se unió al Movimiento Clandestino 14 de Junio, donde se le asignó la misión de servir de correo clandestino entre Santo Domingo y San Francisco de Macorís, ganando responsabilidad y liderazgo dentro del movimiento.
Luego del ajusticiamiento del tirano, Piky fue de las fundadoras de la Federación de Estudiantes Dominicana (FED) y dentro de esta, del Grupo Fragua, formado por militantes de la izquierda revolucionaria.
En 1963, a raíz del golpe de Estado al gobierno del profesor Juan Bosch, participó en los planes de guerrilla del Movimiento 14 de Junio. Un mes antes del alzamiento armado, la dirigencia la envió a la Loma de Quita Sueño en San José de Ocoa, con la misión de preparar el terreno entre los campesinos y ubicar lugares estratégicos para llevar a cabo los planes guerrilleros. Con la llegada del resto del grupo a Quita Sueño se conformó el Frente Juan de Dios Ventura Simó, uno de los cinco grupos guerrilleros establecidos en diferentes puntos geográficos del territorio.
En diciembre de 1963, tras un intenso tiroteo cuyas consecuencias fueron la muerte del comandante del frente, Hipólito Rodríguez (Polo) y el apresamiento de gran parte de los demás compañeros, los oficiales del ejército, a sabiendas de que en la guerrilla participaba una mujer, dijeron a los campesinos que no partirían hasta encontrarla. Enterada por unos campesinos de la decisión de los militares, y de que además uno de los compañeros apresados estaba gravemente herido en un pie, Piky Lora decidió entregarse. Fue llevada a la cárcel del Palacio de Justicia de Santo Domingo, y luego a la cárcel de La Victoria, donde permaneció tres meses. Serias amenazas dentro del recinto carcelario, por su confrontación permanente con el coronel de la policía encargado del recinto, hicieron que se le trasladara a la cárcel de San Cristóbal ante un gran reclamo encabezado por su madre a través de la prensa nacional. Tres meses más tarde fue deportada hacia París, Francia, y desde allí fue invitada a Cuba, donde se entrenó militarmente durante unos seis meses.
A principios de 1965 y luego de un año de exilio junto a otros compañeros del Movimiento 14 de Junio, se unió a un grupo de seis que decidió regresar al país a riesgo de ser deportados nuevamente o ser apresados, con tal de vivir en su país, utilizando su segundo nombre y apellido para burlar a las autoridades extranjeras, que manejaban la lista de los que no podían entrar a República Dominicana. Una circunstancia inesperada de gran confusión en el Aeropuerto Internacional Dominicano se prestó para que tres de los exiliados, entre ellos Piky Lora, escaparan y se internaran clandestinamente en la ciudad. Enteradas las autoridades de entonces, Piky Lora fue buscada intensamente, y en calidad de perseguida le sorprendió la guerra del 24 de abril de 1965. Se integró de inmediato a la lucha en la zona constitucionalista desde el Comando Central del Movimiento Revolucionario 14 de Junio, bajo la comandancia de Juan Miguel Román, con el objetivo de organizar los comandos de civiles para la lucha armada.
Piky, que en ese entonces fungía como secretaria del Comité Político del 14 de junio, asumió varios roles, entre ellos, profesora de la Academia 24 de abril, donde impartió entrenamiento a los combatientes constitucionalistas en explosivos, arme y desarme.

### Trayectoria profesional
Terminada la guerra, en 1966 se retiró a su ciudad natal, Santiago e inició el ejercicio de su profesión de abogada. Habiendo escrito su tesis universitaria sobre la Reforma Agraria, le apasionaba la legislación de tierras, materia a la que se dedicó y en la que empezó a acumular una experiencia que luego le convertiría en una de las más prestigiosas abogadas especializadas del país.
A partir del cambio de gobierno de 1978, Piky Lora desempeñó cargos públicos relacionados con la especialidad de su profesión, como Registradora de Títulos del Distrito Nacional y luego como Jueza del Tribunal Superior de Tierras. Fue directora general del Catastro Nacional a partir de 1996 y miembro del Comisionado para la Reforma de la Justicia, en el que encabezó el proyecto de Modernización de la Titulación de Tierras del país.
Aparte de los proyectos que encabezó dentro del sector público ofreció gratuitamente sus conocimientos profesionales con el fin de devolver al Estado dominicano cuantiosos terrenos usurpados por particulares. Descubrió e investigó el gran robo de terrenos en Bahía de las Águilas, en Pedernales.
Murió afectada de cáncer a los 58 años, el día 13 de abril de 1999. Fue enterrada en el cementerio Cristo Redentor de Santo Domingo.

## Honores
- Fue galardonada por el Poder Ejecutivo con la Medalla al Mérito de la Mujer, en homenaje a su trayectoria de vida y a su lucha, tanto desde la contienda bélica como desde el escenario de los tribunales de la justicia, por la soberanía y la dignidad de la República Dominicana.[8]
- La resolución número 8/2015 designa en sus Art. 1. con el nombre de Piki Lora la avenida principal de La Otra Banda de Santiago, desde la avenida Circunvalación hasta la calle frontal de Villa Liberación de aquel sector, como una forma de reconocer eternamente y enaltecer la figura histórica de aquella digna mujer que expuso su sacrificio, su libertad y hasta su vida a favor de los más altos intereses nacionales. Art. 2.- Igualmente se designa con el nombre de Piki Lora el puente que comunica la ciudad de Santiago con La Otra Banda de aquella ciudad.[9]